# Paolina-Hütte
Paolina-Hütte (italsky Rifugio Paolina) je celoročně otevřená horská chata a hostinec u horní stanice lanovky v nadmořské výšce 2125 m na jihozápadním svahu horského masivu Rosengarten v Dolomitech.

## Poloha
Paolina-Hütte se nachází na území obce Vigo di Fassa v Trentinu, jen pár metrů od hranice s jihotyrolskou obcí Welschnofen. Chata je přístupná lanovkou ze sedla Karerpass.
V létě slouží Paolina-Hütte jako počáteční a koncový bod pro pěší turistiku a horolezectví v oblasti masivu Rosengarten. Kolem chaty vede tzv. Hirzelův chodník, který umožňuje dosažení západního svahu skupiny Rosengarten a horské chaty Kölner Hütte během 1¼ hodiny. V opačném směru turisté dojdou během ½ hodiny až k památníku Christomannos na jižním cípu skupiny Rosengarten a dále po dalších 15 minutách k chatě Rotwandhütte. 
Pro celodenní výlety je Paolina-Hütte vhodná například pro výstup po zajištěné cestě - ferratě na Rotwand (2806 m) a na další vrcholy skupiny Rosengarten, například přes Vajolonscharte (2560 m), na Tschagerjoch (2630 m) nebo Santnerpass (2734 m).

## Historie
Chatu postavili v roce 1954 Sepp a Anna Pichlerovi a byla řízena jejich synem Hermannem až od roku 1978. V roce 1980 byla rozšířena jídelna chaty. Od roku 2009 je dům elektrifikován.